# Bill Holmes (Schusswaffenkonstrukteur)
Bill Holmes war ein US-amerikanischer Schusswaffenkonstrukteur und Sachbuchautor.

## Wirken
1976 erstellte er die erste Holmes MP38A1 Maschinenpistole. Das erste Buch von ihm, Homeworkshop Guns for Defence and Resistance: Vol. 1 The Submachine Gun, behandelte eben deren Herstellung und wurde laut eigener Angabe in Länder auf der ganzen Welt verkauft, und fand angeblich seinen Weg auch in kommunistische Länder und in Entwicklungsländer. Er entwarf die Automatische Selbstladeflinte Streetsweeper, für die er sich eine Mechanik patentieren ließ, und weitere Schusswaffen, um Menschen in die Lage zu versetzen, sich zu bewaffnen. Außerdem veröffentlichte er weitere Bücher und Videos zu selbstbaubaren Schusswaffen bei Paladin Press, einem umstrittenen US-Verlag. Dies tat er vor dem Hintergrund einer von ihm angenommenen Übergriffigkeit des Staates, der den Zugang der Bürger zu Waffen durch das Crime-Bill-Gesetz erschwerte, bei dem unter Präsident Bill Clinton zu dieser Zeit in den USA der Erwerb oder Besitz automatische Kriegswaffen für Zivilisten verboten wurden.
Obligatorisch stand in jedem der Paladin-Press-Bücher, dass die Texte nur für akademische Studien gedacht seien, in seinen Ausführungen setzte Holmes trotzdem einen Fokus seiner Waffenmodelle auf leichte Nachbaubarkeit.

## Veröffentlichungen (Auswahl)
Bücher
- Home Workshop Guns For Defense and Resistance. Volume One: The Submachine Gun. Paladin Press, Boulder, Colorado 1977.
- Home Workshop Guns For Defense and Resistance. The Handgun. Paladin Press, Boulder, Colorado 1979, ISBN 0-87364-154-X.
- Silencers from the home workshop. Razorback Publishing Co., Wheeler, Arkansas 1980.
- Home workshop prototype firearms. How to design, build, and sell your own small arms. Paladin Press, Boulder, Colo. 1994, ISBN 0873647920.
- Streetsweeper: A Home Workshop Shotgun - Paladin Press. Paladin Press, Boulder, Colorado 1994.
- Home Workshop Guns for Defense and Resistance. Volume III: The .22 Machine Pistol. Paladin Press, Boulder, Colorado 1995, ISBN 0873648234.
- Home Workshop Guns For Defense and Resistance. Volume IV: The 9mm Machine Pistol. Paladin Press, Boulder, Colorado 1996, ISBN 0-87364-869-2.
- Home Workshop Guns For Defense and Resistance. Volume V: The AR-15/M16. Paladin Press, Boulder, Colorado 1997, ISBN 0-87364-948-6.
- The 50. Caliber Rifle Construction Manual. Paladin Press, Boulder, Colorado 2002, ISBN 1-58160-346-0.
- A Master Gunmaker's Guide to Building Bolt-Action Rifles. Paladin Press, Boulder, Colo. 2003, ISBN 1581604203.

Filmdokumente
- The home workshop .50-caliber sniper rifle. Paladin Press, Boulder, Colorado 1999. (VHS)
- Home workshop weaponry: a video guide to constructing your own guns. Paladin Press, Boulder, CO 2005. (DVD)